# Brian Helgeland
Brian Thomas Helgeland (Providence, 1961. január 17. –) Oscar-díjas amerikai forgatókönyvíró, filmrendező és filmproducer.
Leginkább a Szigorúan bizalmas (1997) és a Titokzatos folyó (2003) adaptált forgatókönyveinek megírásáról ismert. Előbbivel megnyerte a legjobb adaptált forgatókönyv kategóriában járó Oscart, utóbbiért pedig jelölték a díjra. A forgatókönyvírás mellett rendezőként is jegyzi A 42-es (2013) és a Legenda (2015) című életrajzi filmeket.

## Filmográfia

### Film
| Év   | Magyar cím                               | Eredeti cím                                   | Feladatkör | Feladatkör | Feladatkör |
| Év   | Magyar cím                               | Eredeti cím                                   | Rendező    | Író        | Producer   |
| ---- | ---------------------------------------- | --------------------------------------------- | ---------- | ---------- | ---------- |
| 1988 | Rémálom az Elm utcában 4. – Az álmok ura | A Nightmare on Elm Street 4: The Dream Master | Nem        | Igen       | Nem        |
| 1988 | 976 – A Sátán hívószáma                  | 976-EVIL                                      | Nem        | Igen       | Nem        |
| 1992 | Út a pokolba                             | Highway to Hell                               | Nem        | Igen       | Igen       |
| 1995 | Bérgyilkosok                             | Assassins                                     | Nem        | Igen       | Nem        |
| 1997 | Szigorúan bizalmas                       | L.A. Confidential                             | Nem        | Igen       | Nem        |
| 1997 | Összeesküvés-elmélet                     | Conspiracy Theory                             | Nem        | Igen       | Nem        |
| 1997 | A jövő hírnöke                           | The Postman                                   | Nem        | Igen       | Nem        |
| 1999 | Visszavágó                               | Payback                                       | Igen       | Igen       | Nem        |
| 2001 | Lovagregény                              | A Knight's Tale                               | Igen       | Igen       | Igen       |
| 2002 | Véres munka                              | Blood Work                                    | Nem        | Igen       | Nem        |
| 2003 | Titokzatos folyó                         | Mystic River                                  | Nem        | Igen       | Nem        |
| 2003 | A bűn rendje                             | The Order                                     | Igen       | Igen       | Igen       |
| 2004 | A tűzben edzett férfi                    | Man on Fire                                   | Nem        | Igen       | Nem        |
| 2009 | Hajsza a föld alatt                      | The Taking of Pelham 123                      | Nem        | Igen       | Nem        |
| 2009 | Rémségek cirkusza                        | Cirque du Freak: The Vampire's Assistant      | Nem        | Igen       | Nem        |
| 2010 | Zöld Zóna                                | Green Zone                                    | Nem        | Igen       | Nem        |
| 2010 | Robin Hood                               | Robin Hood                                    | Nem        | Igen       | Nem        |
| 2013 | A 42-es                                  | 42                                            | Igen       | Igen       | Nem        |
| 2015 | Legenda                                  | Legend                                        | Igen       | Igen       | Nem        |
| 2020 | Spenser az igazság nyomában              | Spenser Confidential                          | Nem        | Igen       | Nem        |
| 2023 |                                          | Finestkind                                    | Igen       | Igen       | Nem        |

### Televízió
| Év        | Magyar cím        | Eredeti cím                 | Feladatkör | Feladatkör | Megjegyzések |
| Év        | Magyar cím        | Eredeti cím                 | Rendező    | Író        | Megjegyzések |
| --------- | ----------------- | --------------------------- | ---------- | ---------- | ------------ |
| 1989–1990 |                   | Friday the 13th: The Series | Nem        | Igen       | 2 epizód     |
| 1996      | Mesék a kriptából | Tales from the Crypt        | Igen       | Igen       | 1 epizód     |

## Fontosabb díjak és jelölések
| Jelölt mű                 | Díj              | Kategória                     | Eredmény | Ref.  |
| ------------------------- | ---------------- | ----------------------------- | -------- | ----- |
| Szigorúan bizalmas (1997) | Oscar-díj        | Legjobb adaptált forgatókönyv | Elnyerte | [ 3 ] |
| Szigorúan bizalmas (1997) | BAFTA-díj        | Legjobb adaptált forgatókönyv | Jelölve  |       |
| Szigorúan bizalmas (1997) | Golden Globe-díj | Legjobb forgatókönyv          | Jelölve  |       |
| A jövő hírnöke (1997)     | Arany Málna díj  | Legrosszabb forgatókönyv      | Elnyerte | [ 4 ] |
| Titokzatos folyó (2003)   | Oscar-díj        | Legjobb adaptált forgatókönyv | Jelölve  |       |
| Titokzatos folyó (2003)   | BAFTA-díj        | Legjobb adaptált forgatókönyv | Jelölve  |       |
| Titokzatos folyó (2003)   | Golden Globe-díj | Legjobb forgatókönyv          | Jelölve  |       |

## Fordítás
- Ez a szócikk részben vagy egészben  a   Brian Helgeland című angol Wikipédia-szócikk ezen változatának fordításán alapul.  Az eredeti cikk szerkesztőit annak laptörténete sorolja fel. Ez a jelzés csupán a megfogalmazás eredetét és a szerzői jogokat jelzi, nem szolgál a cikkben szereplő információk forrásmegjelöléseként.